# Promenade Palermo
La torre Promenade Palermo está ubicada en el barrio de Palermo, en Buenos Aires, Argentina.